# Stereocrafters Videon
Le Videon est un appareil stéréoscopique de 35 mm, produit dans les années 1950 par Stereocrafters au Wisconsin (États-Unis). Le Videon II lui a succédé au milieu des années 1950. 
Des risques de chevauchement sur le film étaient dus aux pignons en laiton du Videon, qui avaient tendance à déchirer les perforations du film.

## Caractéristiques
- Type : appareil 35 mm stéréo
- Taille : 177 mm x 78 mm x 62 mm (L x H x P)
- Distance inter-objectifs : 70 mm
- Diaphragmes f/3.5 à f/16
- Mise au point manuelle 1 m à l'infini
- Obturateur mécanique par 3 lames entre les objectifs
- Vitesse 1/100, 1/50, 1/25 1/10 s B
- Chargement du film manuel
- Avancement manuel
- Flash PC-contact
- Emplacement pour trépied au-dessous

## Anecdote
Cet appareil a été utilisé par l'US Air Force pour enquêter sur les soucoupes volantes.
Un des objectifs prend une image normale, l'autre fonctionnant comme un prisme, il en décompose les couleurs, ce qui devait permettre aux scientifiques d'en savoir plus sur ces objets.